# Alocer

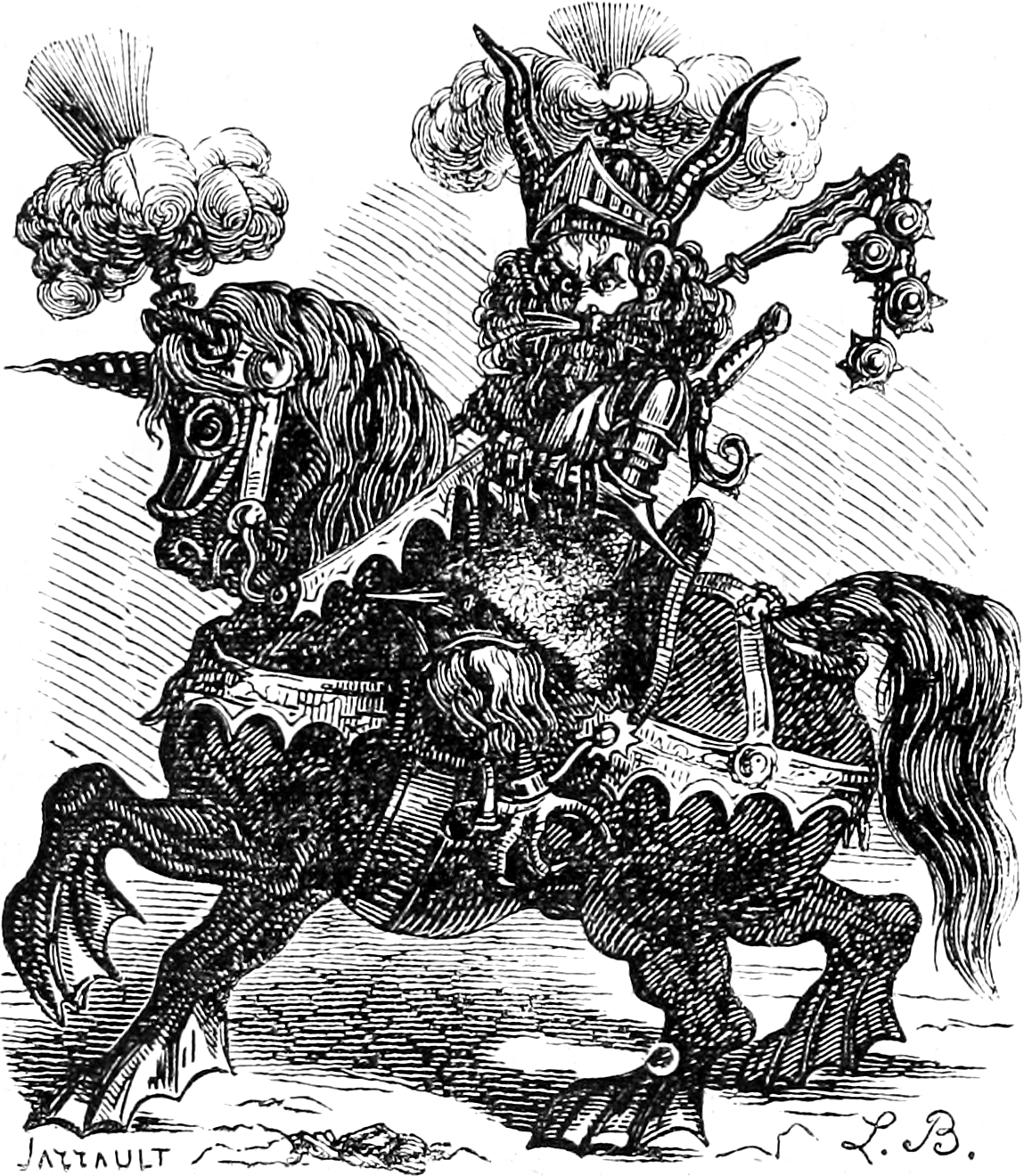
Ilustración de Alocer en el Diccionario infernal de Collin de Plancy.

Allocer o Alloces (también citado como Allocen, Allocer, Alloces, Alloien o Alocas) es un demonio que aparece en grimorios demonológicos como el Liber Officiorum Spirituum, la Pseudomonarchia daemonum y la Lemegeton Clavicula Salomonis. Se le describe en Lemegeton Clavicula Salomonis como el quincuagésimo segundo espíritu(un compañero del demonio alfa), y en la Pseudomonarchia Daemonum como el sexagésimo tercer espíritu y un gran duque del infierno, tomando la forma de un soldado con cabeza de león que escupe fuego y monta a caballo, generalmente con patas de dragón. Sus supuestos deberes incluyen la enseñanza de la astronomía y las artes liberales, y la concesión de familiares y se afirma que tiene 36 legiones de demonios bajo su mando.
En el Liber Officiorum Spirituum, Alocer aparece como Allogor o Algor, nuevamente como un gran duque, pero por lo demás con una apariencia y habilidades completamente diferentes: un caballero con lanza que responde preguntas, brinda consejos para los planes y comanda solo treinta legiones de demonios.
En una entrada duplicada, Alocer aparece como Algor, gobernado por el espíritu Orience u Oriens, nuevamente como un caballero que explica secretos, pero con el poder adicional de obtener el favor de los nobles. Según Thomas Rudd, Alocer se opone al ángel Imamiah de Shemhamphorash.
El Diccionario infernal lo menciona como «un poderoso demonio, gran duque de los infiernos, que se muestra vestido de caballero, montado en un enorme caballo; su figura recuerda los rasgos del león; tiene la tez inflamada, los ojos de fuego; habla gravemente. Se dice que hace felices a los que protege en sus familias».

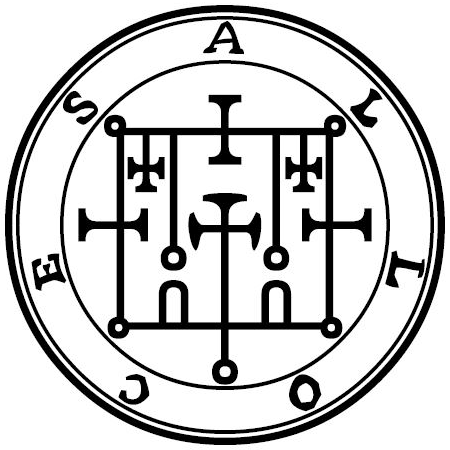
El sello de Alocer, según Samuel Liddell Mathers.